# Rückersdorf (Thuringe)
Rückersdorf est une commune rurale de Thuringe (Allemagne), située dans l'arrondissement de Greiz. Elle fait partie de la 'Communauté d'administration Ländereck (Verwaltungsgemeinschaft Ländereck).

## Géographie

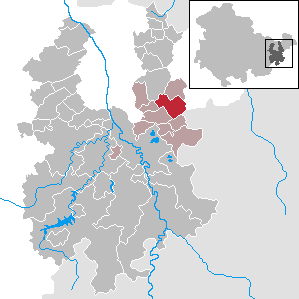
Situation de la commune (en rouge) dans l'arrondissement

Rückersdorf est située au nord-est de l'arrondissement, à la limite avec l'arrondissement du Pays-d'Altenbourg et celui de Zwickau (Saxe), sur la rivière Westliche Sprötte. La commune appartient à la communauté d'administration Ländereck et se trouve à 5 km au sud de Ronneburg, à 10 km au sud-est de Gera et à 26 km au nord de Greiz, le chef-lieu de l'arrondissement.
La commune est formée par les trois villages de Rückersdorf, Haselbach et Reust, anciennes communes incorporées à Rückersdorf en 1950.
Communes limitrophes (en commençant par le nord et dans le sens des aiguilles d'une montre) : Ronneburg, Paitzdorf, Heukewalde, Nischwitz, Crimmitschau, Braunichswalde, Linda bei Weida et Hilbersdorf.

## Histoire

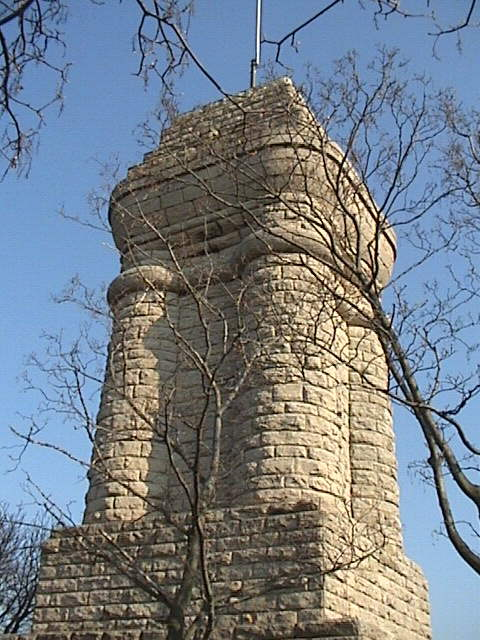
La Bismarckturm de Reust.

La première mention écrite de Rückersdorf date de 1290.
Rückersdorf, Reust et Haselbach ont fait partie du Duché de Saxe-Altenbourg (cercle oriental, ostkreis). Cependant, une partie du village de Rückersdorf a dépendu du royaume de Saxe (cercle de Zwickau) jusqu'en 1928.
Rückersdorf, Haselbach et Reust rejoignent le land de Thuringe en 1920 (arrondissement de Gera). Après la seconde Guerre mondiale, la commune est intégrée à la zone d'occupation soviétique puis à la République démocratique allemande en 1949 au district de Gera (arrondissement de Gera).

## Démographie
Commune de Rückersdorf dans ses dimensions actuelles :
| 1910 | 1933 | 1939 | 1995 | 2000 | 2005 | 2010 |
| ---- | ---- | ---- | ---- | ---- | ---- | ---- |
| 819, | 800  | 758  | 974  | 862  | 834  | 809  |

## Sites et monuments
- En 1902, comme dans de nombreux lieux de l'Empire allemand, un monument honorant le chancelier Bismarck a été élevé dans le village de Reust, sur le Reusterberg. Cette tour (Bismarckturm) domine le paysage et offre un large panorama sur la région.

- La compagnie Deutsche Telekom a édifié à Rückersdorf un pylône de télécommunications d'un hauteur de 188 m en 1994.

## Communications
La commune est traversée par la route régionale L1081 qui la relie à Seelingstädt et à Ronneburg et à la nationale B7 ainsi qu'à l'autoroute A4 et par la L2336 qui rejoint Linda, Gauern et Berga/Elster.